# Immeuble du n°188 de la chaussée d'Ixelles à Ixelles
 (juin 2019).
Si vous disposez d'ouvrages ou d'articles de référence ou si vous connaissez des sites web de qualité traitant du thème abordé ici, merci de compléter l'article en donnant les références utiles à sa vérifiabilité et en les liant à la section « Notes et références ».
 (juin 2021).
Cette façade remarquable se démarque des autres maisons de la chaussée par ses ornements, ses cariatides et par son fronton massif. Cette rue est bordée de maisons de différentes périodes construites successivement entre le 18ème et le 20ème siècles. La maison numéro 188 fait partie d’une suite de maisons bourgeoises de style éclectique et néoclassique, allant du numéro 184 au numéro 198 de la rue. La maison a été construite en 1871, son ancien propriétaire se nommait monsieur R.Veling. En 2019, une petite école de musique propose des activités musicales pour les enfants (la "Chaise musicale"). À la même adresse se trouvent un cadreur, un assistant caméra, un chef opérateur, un éclairagiste et un monteur.

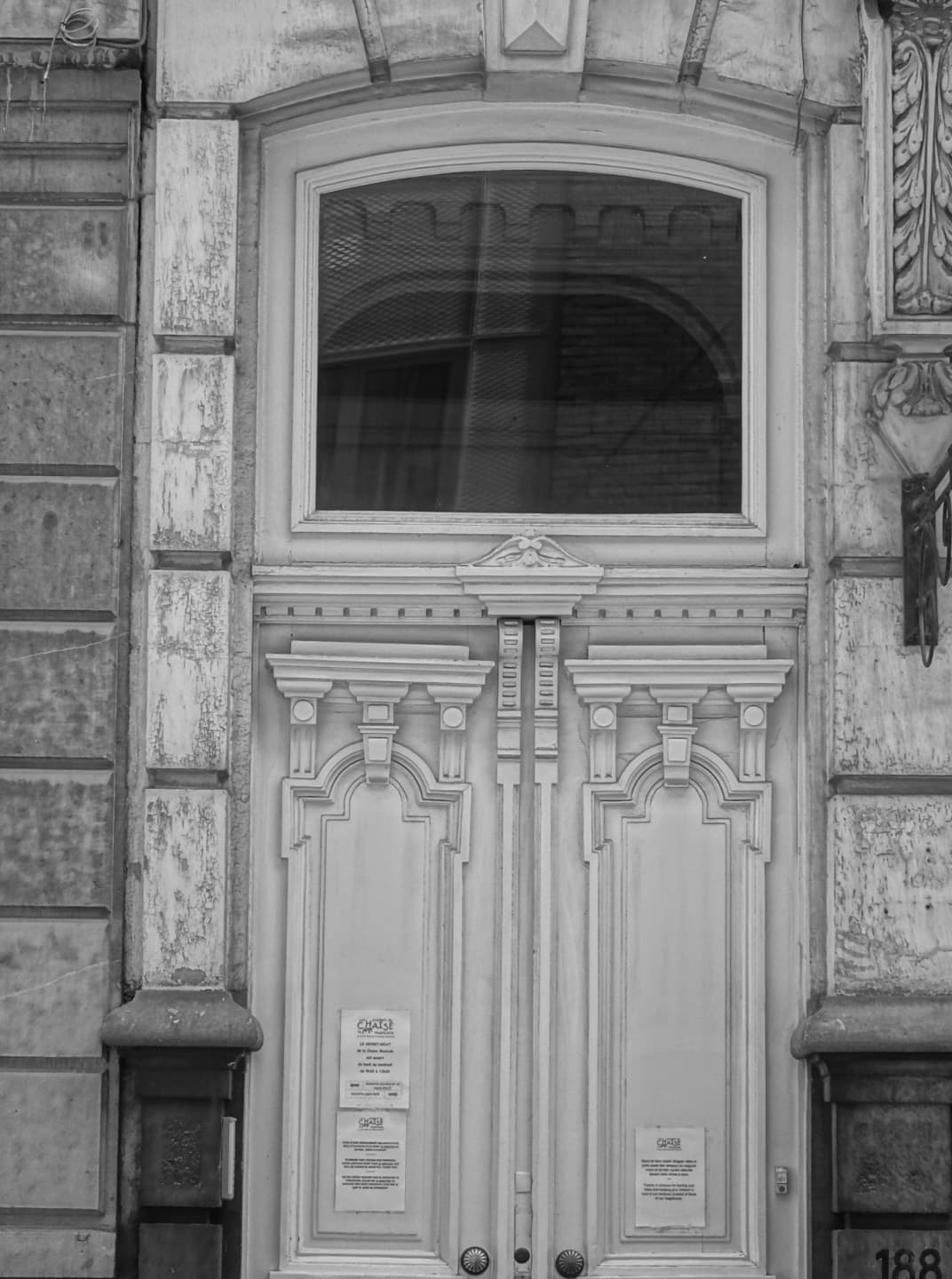

Le bâtiment possède une superficie de 202 m² pour une parcelle cadastrale de 421 m². La façade mesure sept mètres de large. La façade de la maison bourgeoise est de style éclectique avec une inspiration néoclassique. Elle est de composition symétrique et comporte trois travées ainsi que quatre niveaux. La façade est parée d’une multitude d’ornements. Elle est composée d’un enduit blanc cassé avec une certaine patine, légèrement noircie par le temps et les poussières de la ville.

## Le rez-de-chaussée
Le rez-de-chaussée est un bossage continu, sur un soubassement exécuté en pierre bleue. La double porte située dans la travée de gauche est de couleur gris clair et elle est, aussi, finement sculptée : on y trouve des denticules à mi-hauteur. Sous le linteau, on y trouve un châssis en PVC blanc, muni d’un double vitrage.

## Le premier étage

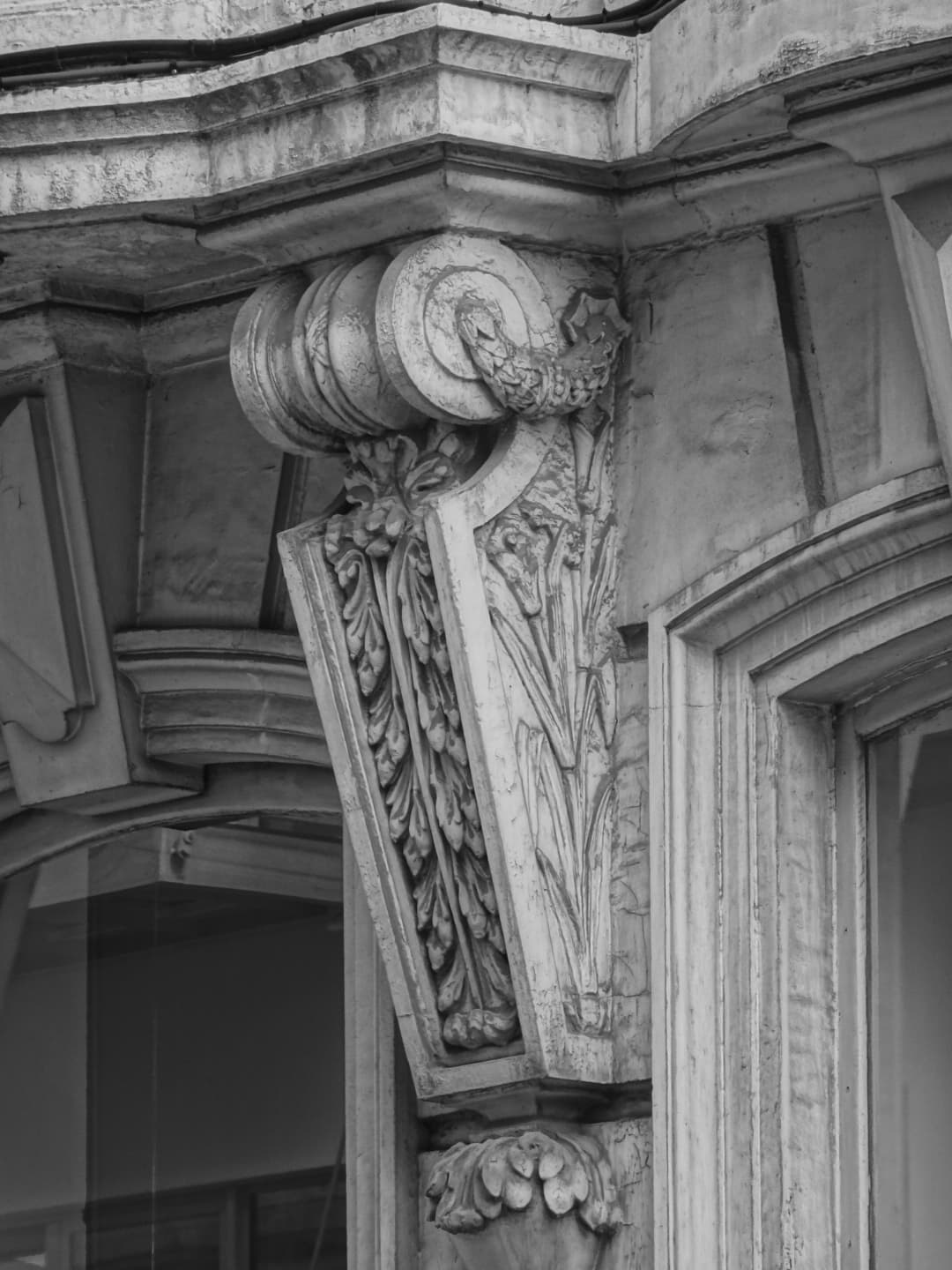

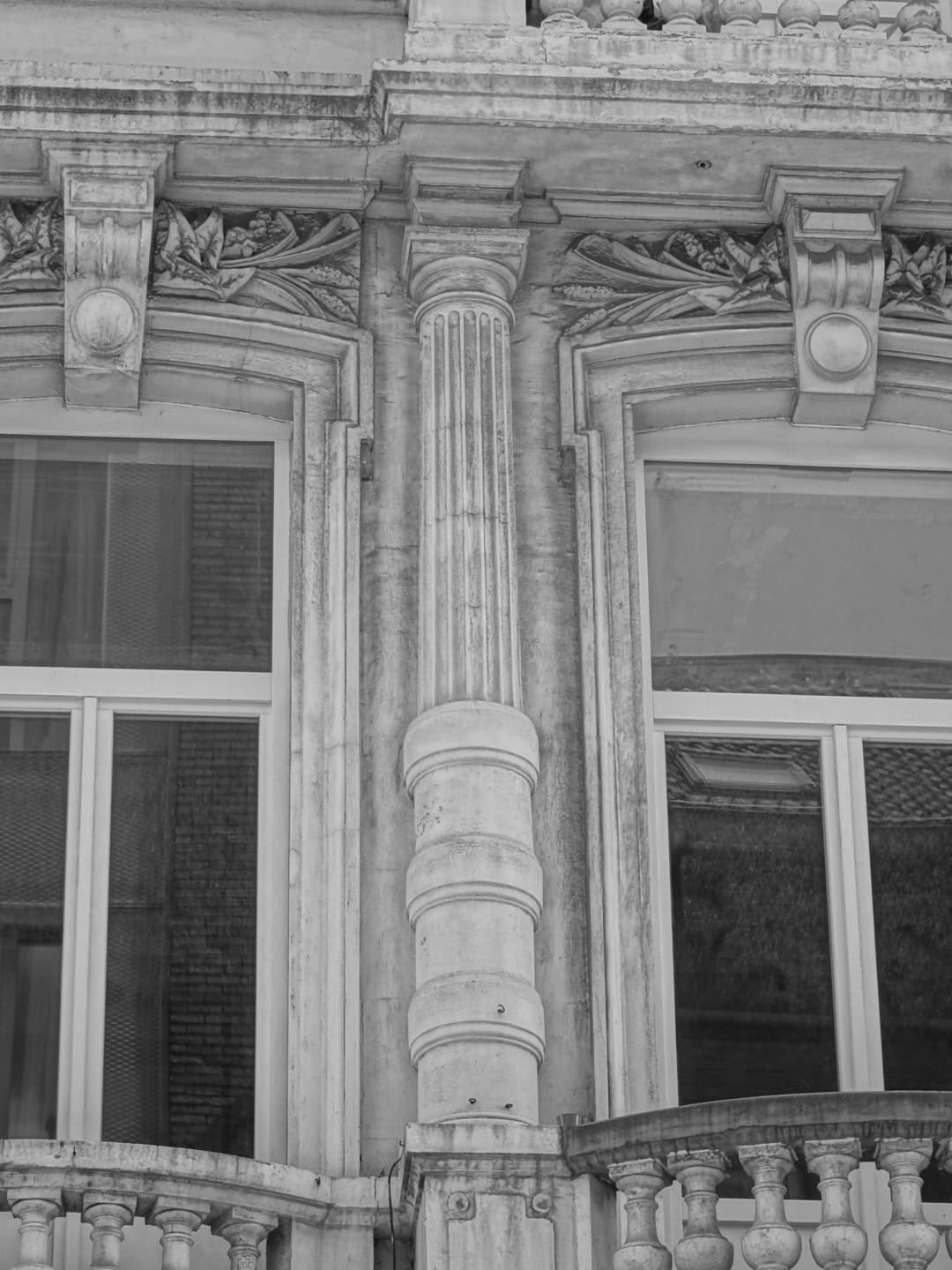

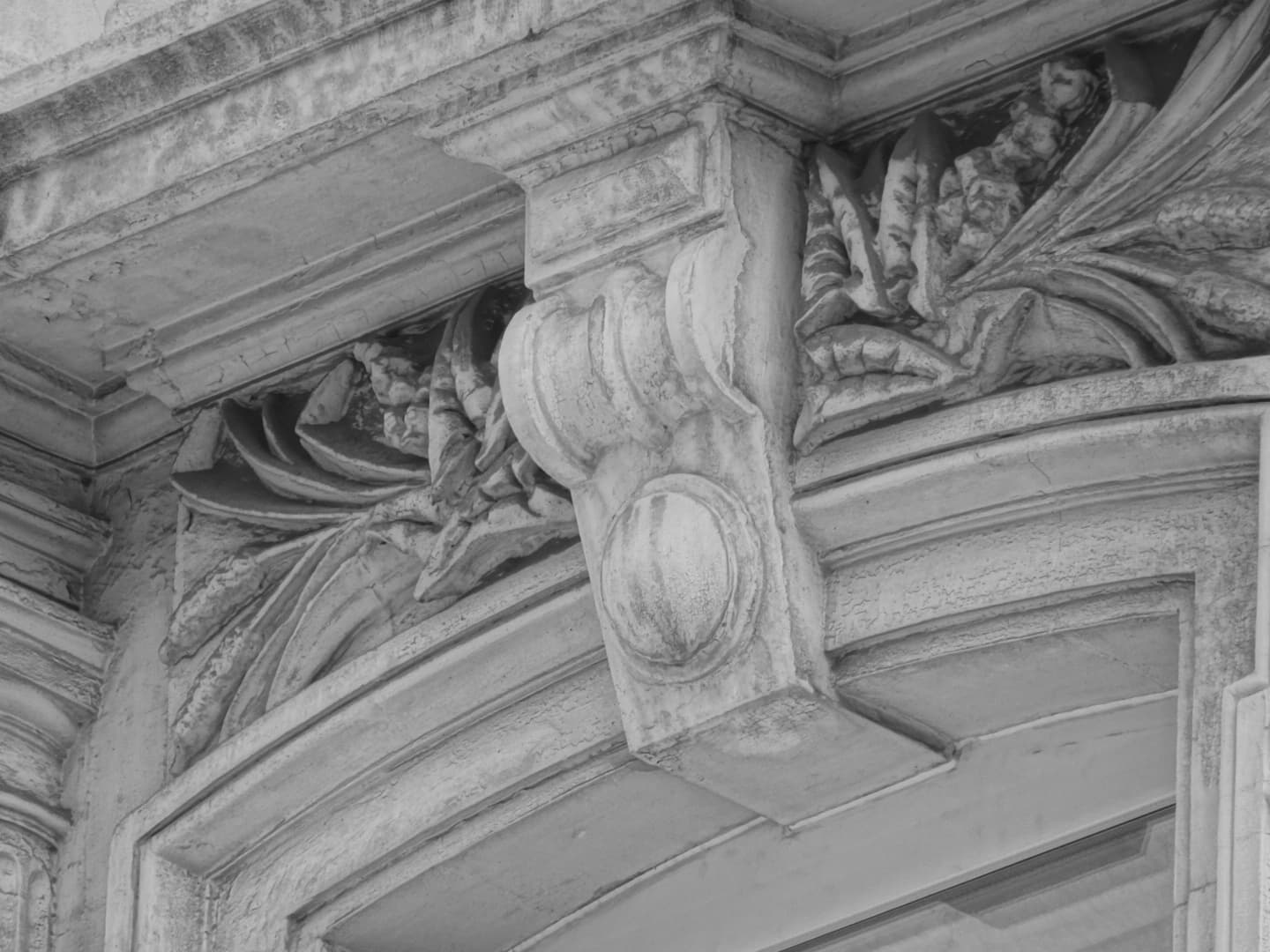

A l’origine on faisait la distinction entre le piano nobile et les ouvertures de l’étage semi-enterrées. Maintenant les fenêtres de l’étage noble se prolongent au niveau du sol car le rez-de-chaussée a été transformé en commerce. Les encadrements de fenêtres du premier niveau sont sculptés de feuilles d’acanthe à leur base et pourvus d’une moulure sur leurs parties hautes ainsi que sur leurs deux côtés. Les trois ouvertures sont chacune surmontées d’une console à clef d’arc taillée en pointe de diamant en leur sommet. Au niveau de la travée centrale, on distingue deux consoles plus imposantes en pierre de taille blanche qui soutiennent le balcon central du deuxième niveau. Elles sont toutes les deux sculptées de feuilles d’acanthe et surmontées chacune de deux volutes. De part et d’autre des volutes se trouvent des petites guirlandes florales. Sur les côtés des deux consoles, on peut apercevoir deux tiges de roseaux sculptées. Le tout est posé au-dessus de culs-de-lampe eux-mêmes sculptés de feuilles d’acanthe. On peut comparer leurs formes à de gros bourgeons.

## Le deuxième étage
Au deuxième étage, les trois fenêtres sont identiques, elles sont pourvues de doubles battants verticaux et d'un châssis dormant horizontal au-dessus. Les châssis et les traverses sont en PVC blanc avec un double vitrage. Les trois ouvertures sont dotées de balcons et des garde-corps en pierre de taille blanche. Les balcons latéraux sont constitués de six balustres chacun et sont légèrement cintrés sur leurs longueurs. Le balcon central est quant à lui plus en avant et possède dix balustres. L’ensemble de ces balustres en pierres renflées est formé d'une demi-sphère, à laquelle ils se rattachent par un évasement en forme de congé. Les hauteurs de tablettes sont basses pour les trois balustrades. De part et d’autre de la travée centrale se trouve une colonne dorique baguée jusqu’à mi hauteur, puis cannelée sur la partie haute. Ces deux colonnes en pierre de taille blanche sont engagées. Les trois piédroits de fenêtres sont moulés et possèdent une embrasure courte. Ces ouvertures sont chacune munies de console à clef d’arc, formée de deux volutes, au centre de leurs linteaux. De chaque côté de ces consoles, on trouve des éléments floraux sculptés représentant des roseaux.

## Le troisième étage

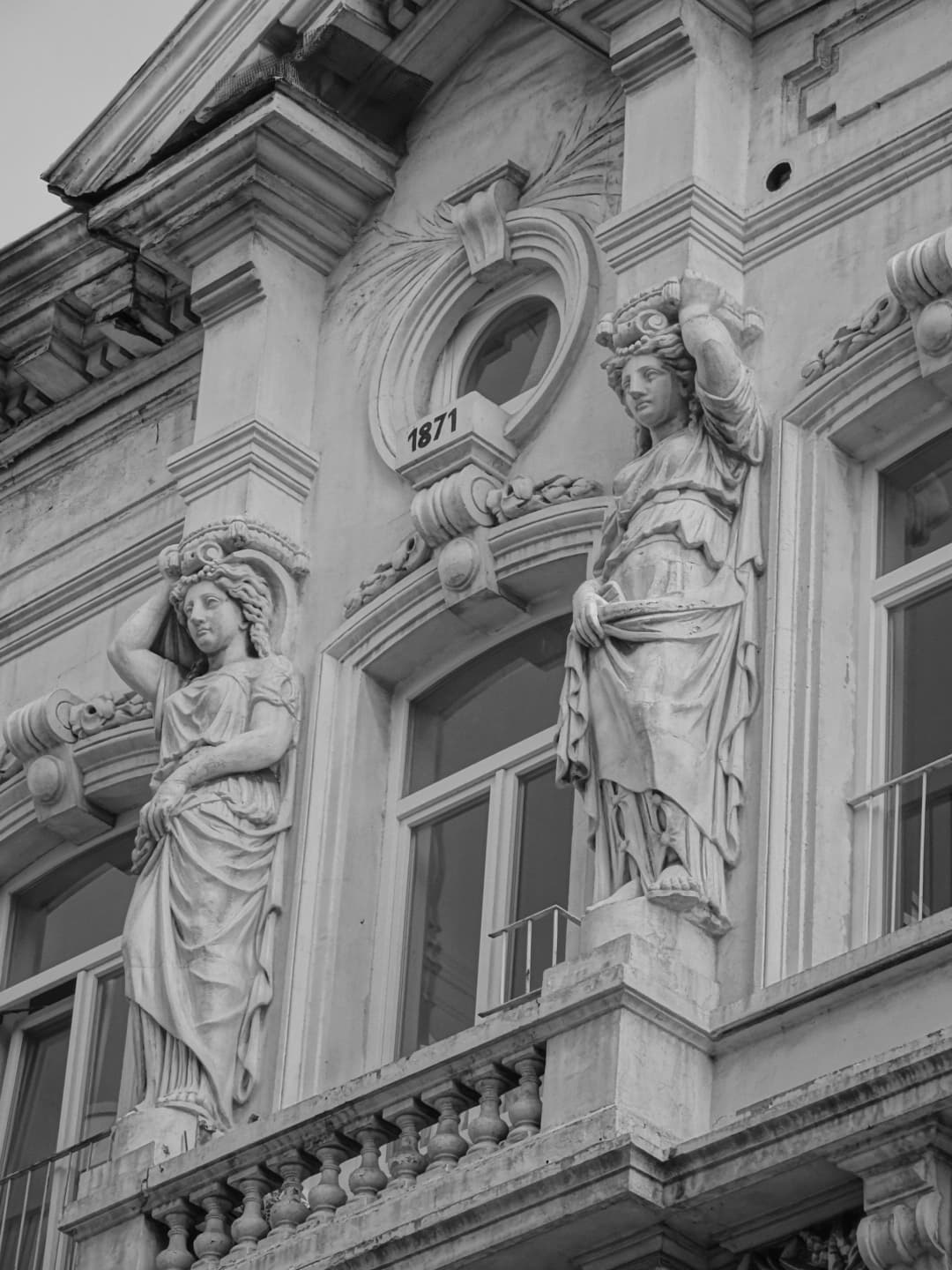

Au troisième niveau, les trois fenêtres sont identiques. Elles sont formées de deux battants verticaux et d’un dormant horizontal. Leurs châssis sont en PVC blanc. Les deux ouvertures latérales sont munies de garde-corps en fer forgé blanc, assez fin et rectiligne. L’ouverture centrale est pourvue d’un balconnet formé d’un garde-corps en pierre de taille blanche. Ce dernier est constitué de dix balustres en pierres renflée, alignés à la façade. Entre chaque travée se trouve une cariatide en pierre de taille blanche dans l’axe de la colonne dorique de l’étage du dessous. Les fenêtres sont surmontées de console à clef d’arc. De chaque côté de ces consoles, on trouve des éléments floraux sculptés. Au-dessus et au centre, il y a un oculus devancé d’une pierre portant le millésime avec un encadrement moulé et une clef de voute au sommet. Au-dessus de chacune des cariatides, il y a une petite pile. Chacune des cariatides est vêtue d’une longue tunique. Leurs chevelures et leurs visages sont finement sculptés. Ils sont surmontés d’un entablement.
Au niveau de l’entablement, on peut voir une corniche denticulée à modillons, au-dessus de quoi se trouve également un massif fronton au niveau de la travée centrale. La travée axiale est en saillie par rapport au reste de la façade,.

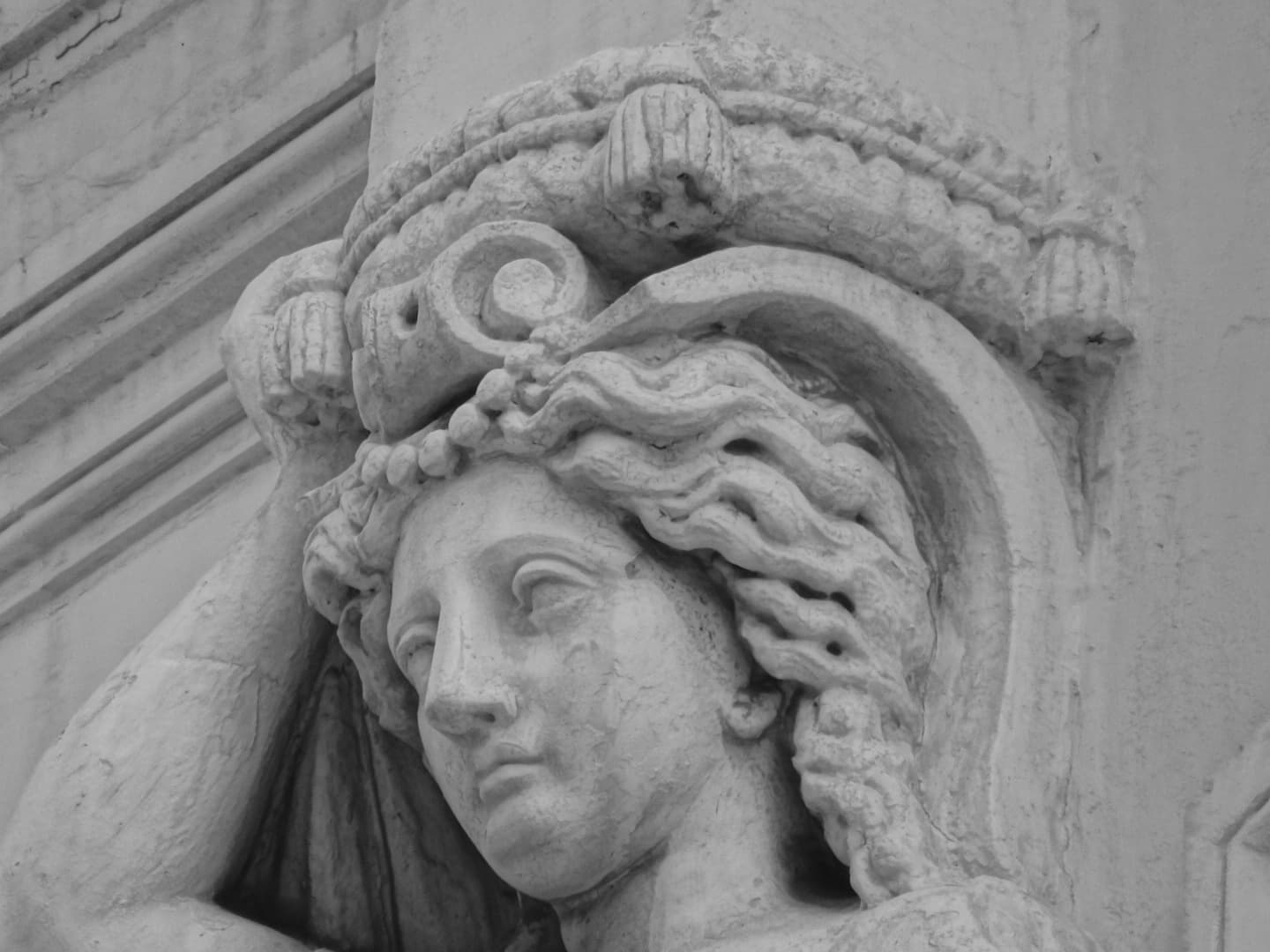